# 大三家镇
大三家乡，是中华人民共和国辽宁省朝阳市北票市下辖的一个乡镇级行政单位。

## 行政区划
大三家乡下辖以下地区：
大三家村、三家村、小巴里村、房申村、塘坊村、羊肠沟村、乃林皋村、庙下村和兴隆沟村。